# Stojan Nikolow
Stojan Nikolow Iwanow (* 2. April 1949) ist ein ehemaliger bulgarischer Ringer. Er war 1978 Weltmeister und 1976 Gewinner einer olympischen Silbermedaille im griechisch-römischen Stil im Halbschwergewicht.

## Werdegang
Der volle Name dieses Athleten ist Stojan Nikolow Iwanow. In den meisten Siegerlisten steht er als Stojan Nikolow, nur vereinzelt als Stojan Iwanow und niemals unter seinem kompletten Namen. Der Übersichtlichkeit halber wird er deshalb nur Stojan Nikolow genannt.
Er begann seine Ringerkarriere, bei der er sich voll auf den griechisch-römischen Stil konzentrierte, als Jugendlicher. Einzelheiten über sein Herkommen, seinen Verein und seine Trainer sind nicht bekannt. Als Erwachsener gehörte er der Sportorganisation „Dynamo“ an, deshalb ist davon auszugehen, dass er Mitglied eines staatlichen Sicherheitsorganes war.
Seine Laufbahn auf der internationalen Ringermatte begann er im Jahre 1970 mit einem 5. Platz bei der Europameisterschaft in Berlin (Ost) im Halbschwergewicht. Er gewann dort u. a. auch über den bundesdeutschen Starter Günter Kowalewski aus Witten.
Im Jahre 1971 feierte einen ersten großen Erfolg. Er wurde in Sofia Vize-Weltmeister im Halbschwergewicht. Dabei besiegte er sechs Gegner, u. a. auch den Olympiasieger von 1968 Lothar Metz aus Rostock. Im Endkampf verlor er gegen den sowjetischen Sportler Waleri Resanzew, der in den folgenden Jahren einer seiner Hauptkonkurrenten wurde.
Auch das Olympiajahr 1972 begann Stojan Nikiolow sehr erfolgreich, denn er wurde in Kattowitz Europameister im Halbschwergewicht. Dabei besiegte er u. a. Dieter Heuer aus der DDR, Darko Nišavić aus Jugoslawien, Czesław Kwieciński aus Polen und den für Resanzew startenden sowjetischen Sportler Omar Bliadse. Umso enttäuschender verlief für ihn dann sein Start bei den Olympischen Spielen 1972 in München. Er verlor dort gegen Czesław Kwieciński, den er in Kattowitz noch besiegt hatte und ganz überraschenden auch gegen den auf der internationalen Ringermatte bis dahin gänzlich unbekannten Ungarn József Pércsi, womit er ausschied und auf dem 11. Platz landete.
Bereits 1973 fand Stojan Nikolow auf die Erfolgsspur zurück. Bei der Europameisterschaft in Helsinki nahm er an József Pércsi erfolgreich Revanche für seine Niederlage von München. Im Endkampf unterlag er allerdings gegen Waleri Resanzew und wurde damit Vize-Europameister. Eine Medaille gewann er auch bei der Weltmeisterschaft 1973 in Teheran. Hier besiegte er u. a. die beiden deutschen Starter Dieter Heuer und Fred Theobald, unterlag aber in den Finalkämpfen gegen Czesław Kwieciński und erneut gegen Waleri Resanzew. Er gewann damit eine EM-Bronzemedaille.
1975 startete Stojan Nikolow nur bei der Weltmeisterschaft in Minsk. Er gewann dort über seine ersten fünf Gegner und unterlag im Endkampf wieder einmal gegen Waleri Resanzew, gegen den er einfach nicht gewinnen konnte. Er wurde damit Vize-Weltmeister.
Bei der Europameisterschaft 1976 in Leningrad gewann er u. a. erneut über Dieter Heuer und Fred Theobald, besiegte auch die starken Wladislav Bojko aus der CSSR und Darko Nišavić und unterlag gegen den Resanzew-Vertreter Ants Nisu aus der UdSSR und gegen Frank Andersson aus Schweden, in dem ihm ein neuer gefährlicher Rivale im Halbschwergewicht erwachsen war. Bei den Olympischen Spielen 1976 in Montreal konnte er Frank Andersson allerdings besiegen und legte damit den Grundstein für den Gewinn der olympischen Silbermedaille, denn im Kampf um die Goldmedaille hatte er gegen Waleri Resanzew wiederum keine Chance.
Stojan Nikolow setzte nach Montreal seine Karriere noch weitere vier Jahre fort. Bei der Europameisterschaft 1977 in Bursa gelang ihm dabei sogar ein Sieg über den Olympiasieger von 1972 Csaba Hegedűs aus Ungarn. Er verlor danach aber gegen Frank Andersson und ganz überraschend auch gegen Herbert Götze aus der DDR, womit er nur den 7. Platz erreichte. Bei der Weltmeisterschaft 1977 in Göteborg nahm er an Herbert Götze erfolgreich Revanche, besiegte u. a. auch Czesław Kwieciński und erneut Csaba Hegedűs, unterlag aber gegen Petre Dicu aus Rumänien und Frank Andersson und kam damit auf den 3. Platz.
Im Jahre 1978 gelang Stojan Nikolow dann der größte Erfolg seiner Laufbahn. Er wurde in Mexiko-Stadt Weltmeister im Halbschwergewicht. Er besiegte dabei den sowjetischen Sportler Wiktor Awdessjew, Waleri Resanzew war nach seinem Olympiasieg 1976 zurückgetreten, Pedro Pawlidis aus der BRD, Jose Poll aus Kuba und Darko Nišavić. Im Finale stand er seinem Dauerrivalen Frank Andersson gegenüber. Er konnte ihn zwar auch diesmal nicht besiegen, aber nachdem beide Ringer wegen „Passivität“ von der Matte gestellt wurden, war er Weltmeister, weil er nach Fehlerpunkten besser stand als Frank Andersson.
1979 pausierte Stojan Nikolow bei den internationalen Meisterschaften. Bei der Europameisterschaft 1980 in Prievidza gewann er aber im Halbschwergewicht wieder eine Medaille, die bronzene. Bei dieser Meisterschaft besiegte er u. a. die starken Keijo Manni aus Finnland und Czesław Kwieciński. Gegen den neuen sowjetischen Starringer Igor Kanygin, gegen Petre Dicu und gegen Frank Andersson verlor er. Zum Abschluss seiner Karriere nahm er dann in Moskau zum dritten Mal an Olympischen Spielen teil. Er kam dort im Halbschwergewicht nur zu einem Sieg über Darko Nišavić. Gegen Igor Kanygin und Petre Dicu musste er sich geschlagen geben. Er kam in der Endabrechnung damit auf den 8. Platz.

## Internationale Erfolge
(alle Wettbewerbe im griechisch-römischen Stil, OS = Olympische Spiele, WM =Weltmeisterschaft, EM = Europameisterschaft, Halbschwergewicht, damals bis 90 kg Körpergewicht)
| Jahr | Platz  | Wettbewerb                                                          | Gewichtsklasse | |
| 1970 | 5.     | EM in Berlin (Ost)                                                  | Halbschwer     | mit Siegen über Günter Kowalewski, BRD u. Fleming Kosakiewitsch, Dänemark, Unentschieden gegen Czesław Kwieciński, Polen u. Nicolae Neguț, Rumänien u. einer Niederlage gegen László Sillai, Ungarn |
| 1971 | 1.     | Klippan-Turnier                                                     | Halbschwer     | vor Omar Bliadse, UdSSR, Nicolae Neguț u. Lothar Metz, DDR |
| 1971 | 1.     | „Nikola-Petrow“-Turnier in Warna                                    | Halbschwer     | vor Czesław Kwieciński u. Hör, DDR |
| 1971 | 2.     | WM in Sofia                                                         | Halbschwer     | mit Siegen über Herbert Lins, Österreich, Michel Grangier, Frankreich, Mehmet Güclü, Türkei, Lothar Metz, Håkon Øverby, Norwegen u. Nicolae Neguț u. einer Niederlage gegen Waleri Resanzew, UdSSR  |
| 1972 | 1.     | EM in Katowice                                                      | Halbschwer     | mit Siegen über Roland Andersson, Schweden, Dieter Heuer, DDR, Håkon Øverby, Darko Nišavić, Jugoslawien, Czesław Kwieciński u. Omar Bliadse                                                         |
| 1972 | 11.    | OS in München                                                       | Halbschwer     | nach Niederlagen gegen Czesław Kwieciński u. József Pércsi, Ungarn |
| 1973 | 2.     | „Dynamo“-Spartakiade                                                | Halbschwer     | hinter Dieter Heuer, DDR, vor Bak, Polen |
| 1973 | 1.     | Großer Preis der Bundesrepublik Deutschland in Moosburg an der Isar | Halbschwer     | vor Fred Theobald u. Kaspar Eham, beide BRD |
| 1973 | 2.     | EM in Helsinki                                                      | Halbschwer     | mit Siegen über Jimmy Martinetti, Schweiz, Iljiaz Guri, Albanien, Caj Malmberg, Finnland u. József Pércsi u. einer Niederlage gegen Waleri Resanzew                                                 |
| 1973 | 3.     | WM in Teheran                                                       | Halbschwer     | mit Siegen über Dieter Heuer, Michel Grangier, Fred Theobald u. Darko Nišavić u. Niederlagen gegen Czesław Kwieciński u. Waleri Resanzew                                                            |
| 1974 | 1.     | Klippan-Turnier                                                     | Halbschwer     | vor Dieter Heuer u. Jan Kårström, Schweden |
| 1974 | 2.     | „Nikola-Petrow“-Turnier in Plewen                                   | Halbschwer     | hinter Dieter Heuer, vor Wladislav Bojko, CSSR |
| 1974 | 5.     | EM in Madrid                                                        | Halbschwer     | mit Siegen über Wladislav Bojko, Ibrahim Kumes, Türkei u. Fred Theobald u. Niederlagen gegen Czesław Kwieciński u. Waleri Resanzew                                                                  |
| 1974 | 2.     | WM in Katowice                                                      | Halbschwer     | mit Siegen über József Pércsi, Dumitru Monea, Rumänien, Darko Nišavić, Willie Williams, USA u. Dieter Heuer u. einer Niederlage gegen Waleri Resanzew                                               |
| 1975 | 2.     | Großer Preis der BRD in Aschaffenburg                               | Halbschwer     | hinter Fred Theobald, vor Darko Nišavić u. Anton Kunkel, BRD |
| 1975 | 2.     | WM in Minsk                                                         | Halbschwer     | mit Siegen über Dieter Heuer, Yasao Kosimoto, Japan, Istvan Sellyei, Ungarn u. Fred Theobald u. einer Niederlage gegen Waleri Resanzew                                                              |
| 1976 | 1.     | Klippan-Turnier                                                     | Halbschwer     | vor Frank Andersson, Schweden u. Dieter Heuer |
| 1976 | 2.     | EM in Leningrad                                                     | Halbschwer     | mit Siegen über Wladislav Bojko, Darko Nišavić, Fred Theobald u. Dieter Heuer u. Niederlagen gegen Ants Nisu, UdSSR u. Frank Andersson                                                              |
| 1976 | Silber | OS in Montreal                                                      | Halbschwer     | mit Siegen über Darko Nišavić, James Johnson, USA, Istvan Sellyei u. Frank Andersson, einem Unentschieden gegen Czesław Kwieciński u. einer Niederlage gegen Waleri Resanzew                        |
| 1977 | 3.     | Klippan-Turnier                                                     | Halbschwer     | hinter Airapet Minassjan, UdSSR u. Frank Andersson |
| 1977 | 7.     | EM in Bursa                                                         | Halbschwer     | mit einem Sieg über Csaba Hegedűs, Ungarn u. Niederlagen gegen Frank Andersson u. Herbert Götze, DDR                                                                                                |
| 1977 | 3.     | WM in Göteborg                                                      | Halbschwer     | mit Siegen über Herbert Götze, Mitch Hull, USA, Czesław Kwieciński u. Csaba Hegedűs u. Niederlagen gegen Petre Dicu, Rumänien u. Frank Andersson                                                    |
| 1978 | 6.     | Großer Preis der BRD in Aschaffenburg                               | Halbschwer     | hinter Janusz Trela, Polen, Airapet Minassjan, Darko Nišavić, Petre Dicu u. Czesław Kwieciński |
| 1978 | 1.     | „Werner-Seelenbinder“-Turnier in Leipzig                            | Halbschwer     | vor Norbert Növényi, Ungarn u. Petro Pawlidis, BRD |
| 1978 | 1.     | WM in Mexiko-Stadt                                                  | Halbschwer     | mit Siegen über Wiktor Awdessjew, UdSSR, Petro Pawlidis, Jose Poll, Kuba u. Darko Nišavić; im Kampf Nikolow gegen Frank Andersson wurden beide Ringer wegen Passivität disqualifiziert              |
| 1979 | 2.     | Großer Preis der BRD in Aschaffenburg                               | Halbschwer     | hinter Norbert Növényi, vor Czesław Kwieciński, Franz Pitschmann, Österreich u. Petre Dicu |
| 1980 | 5.     | Großer Preis der BRD in Aschaffenburg                               | Halbschwer     | hinter Sergei Golubowitsch, UdSSR, Petre Dicu, Czesław Kwieciński u. Gennadi Korban, UdSSR, vor Uwe Sachs, BRD                                                                                      |
| 1980 | 3.     | EM in Prievidza                                                     | Halbschwer     | mit Siegen über Keijo Manni, Finnland, Jean-Pierre Court, Frankreich u. Czesław Kwieciński u. Niederlagen gegen Petre Dicu, Igor Kanygin, UdSSR u. Frank Andersson                                  |
| 1980 | 8.     | OS in Moskau                                                        | Halbschwer     | mit einem Sieg über Darko Nišavić u. Niederlagen gegen Igor Kanygin, UdSSR u. Petre Dicu |